# Eumigus punctatus
Eumigus punctatus är en insektsart som först beskrevs av Bolívar, I. 1902.  Eumigus punctatus ingår i släktet Eumigus och familjen Pamphagidae.

## Underarter
Arten delas in i följande underarter:
- E. p. calarensis
- E. p. punctatus
- E. p. templadoi